# AMC-5
O AMC-5 (anteriormente conhecido por Nahuel 1B  e GE-5) foi um satélite de comunicação geoestacionário construído pelas empresas Dornier Satellitensysteme e Aérospatiale que esteve localizado na posição orbital de 81 graus de longitude oeste e, que foi operado inicialmente pela GE Americom, posteriormente pela SES. O satélite foi baseado na plataforma Spacebus-2000 e sua expectativa de vida útil era de 15 anos. O satélite saiu de serviço em maio de 2014 e foi enviado para a órbita cemitério.

## História
O satélite GE-5 era o antigo satélite argentino Nahuel 1B, que foi vendida para a GE Americom quando o proprietário argentino não precisava da reposição e foi modificado para as necessidades dos novos proprietários.
Com 16 transponders de banda Ku, o GE-5 fornecia transmissão direta de televisão, comunicação de banda larga e acesso à internet para as casas nos Estados Unidos.
Quando a GE Americom foi adquirida pela SES, ele foi renomeado para AMC-5.

## Lançamento
O satélite foi lançado com sucesso ao espaço no dia 28 de outubro de 1998, às 22:16 UTC, por meio de um veículo Ariane-44L H10-3, a partir do Centro Espacial de Kourou na Guiana Francesa, juntamente com o satélite AfriStar. Ele tinha uma massa de lançamento de 1.721 kg.

## Capacidade e cobertura
O AMC-5 era equipado com 16 transponders de banda Ku para fornecer internet de banda larga, serviços de televisão e negócios para o território continental dos Estados Unidos.